# Olios rufilatus
Olios rufilatus là một loài nhện trong họ Sparassidae.
Loài này thuộc chi Olios. Olios rufilatus được Mary Agard Pocock miêu tả năm 1899.